# روميد باومان
روميد باومان (14 يناير 1986) هو متزلج نمساوي ألماني على المنحدرات الثلجية في مسابقات كأس العالم التي ينظمها الاتحاد الدولي للتزلج على الثلوج. فاز مرتين في كأس العالم، حيث شارك تحت علم النمسا لسنوات عديدة، لكنه اختار المشاركة مع ألمانيا في موسم 2020/2019 بعدما لم يُضم إلى الفريق النمساوي الرئيسي. وهو أول متزلج على الجليد يحصل على ميداليات لأكثر من دولة في فترة ما بعد الحرب.